# География Мали

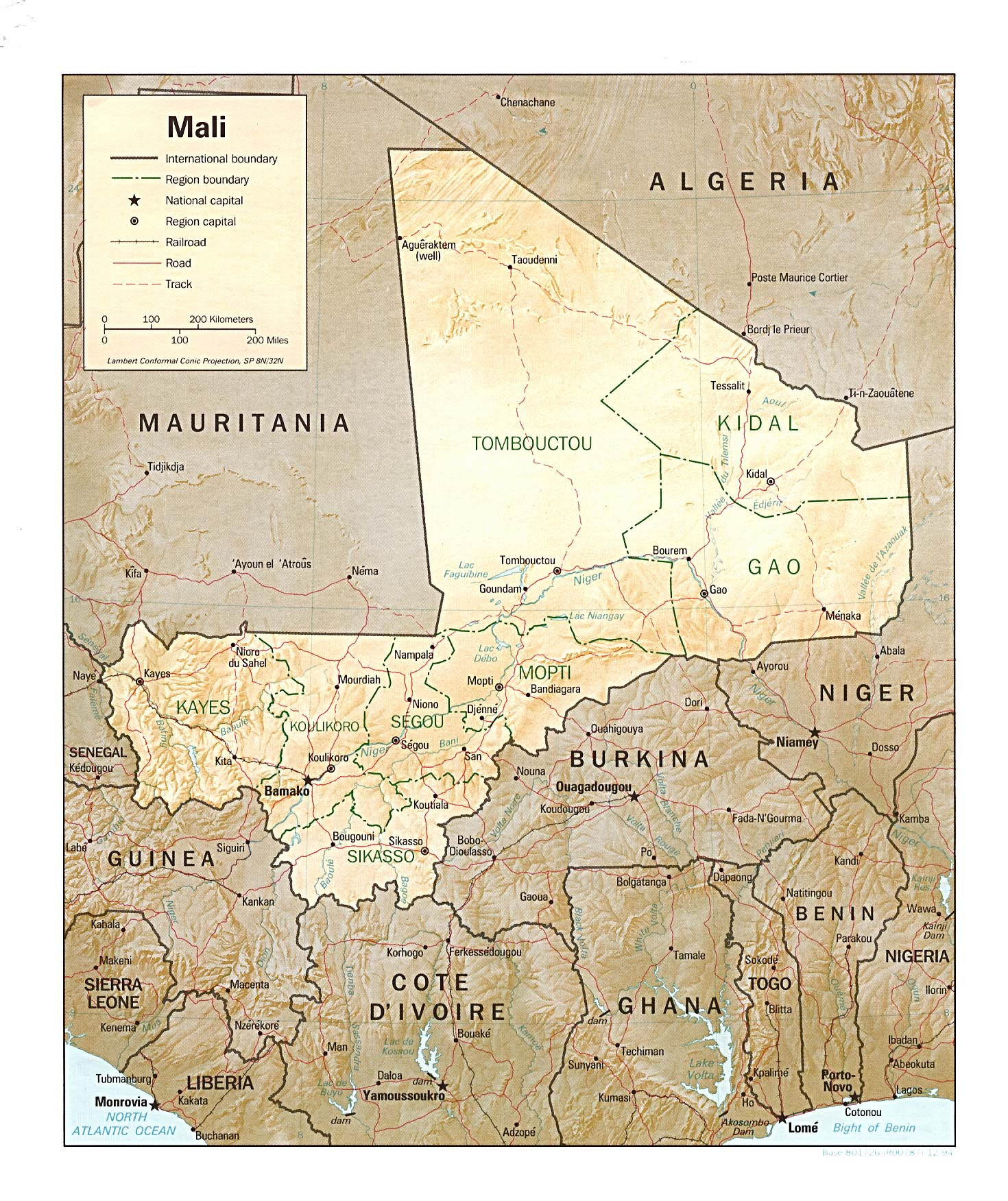
Карта Мали

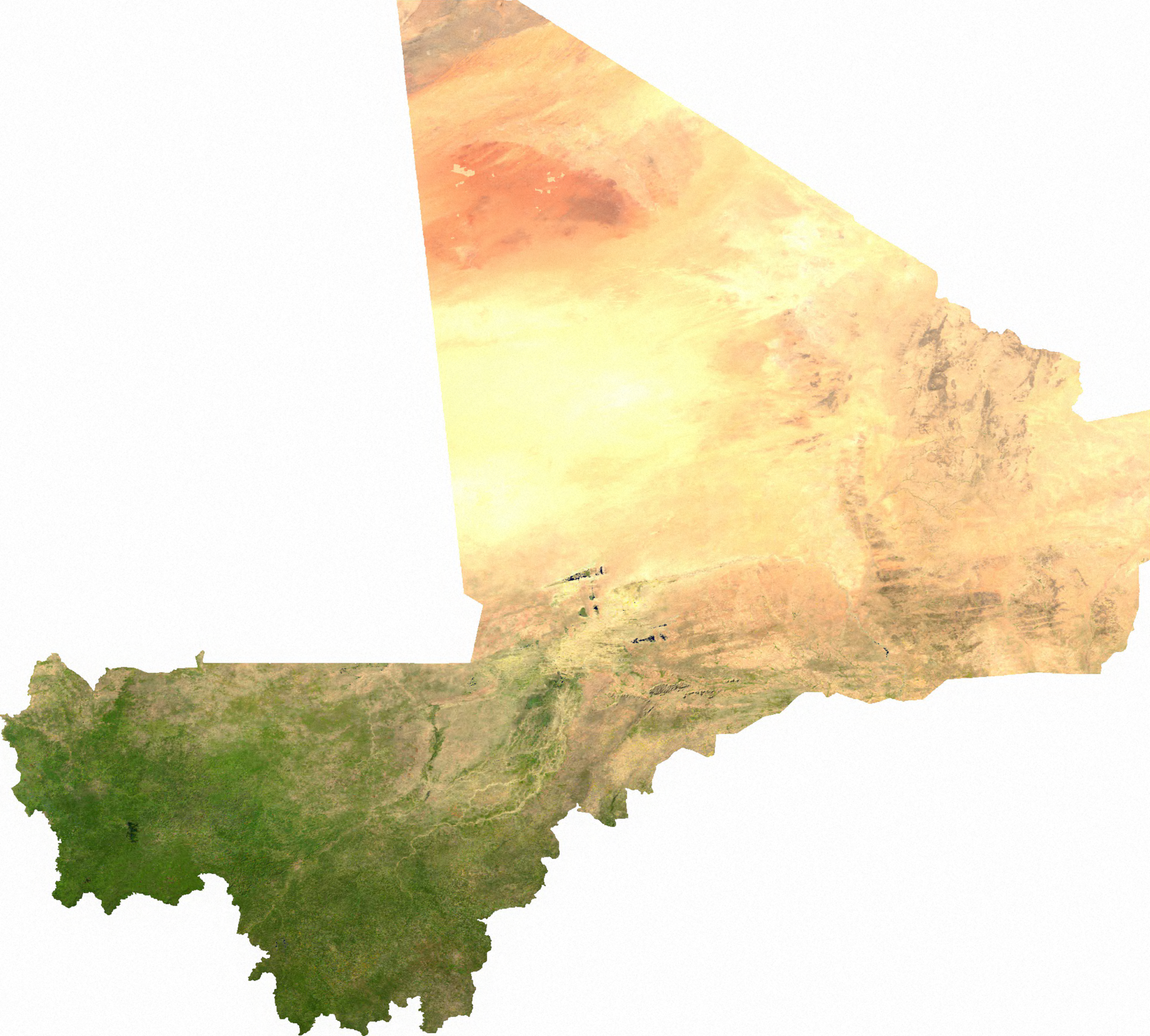
Мали — фотоснимок со спутника.

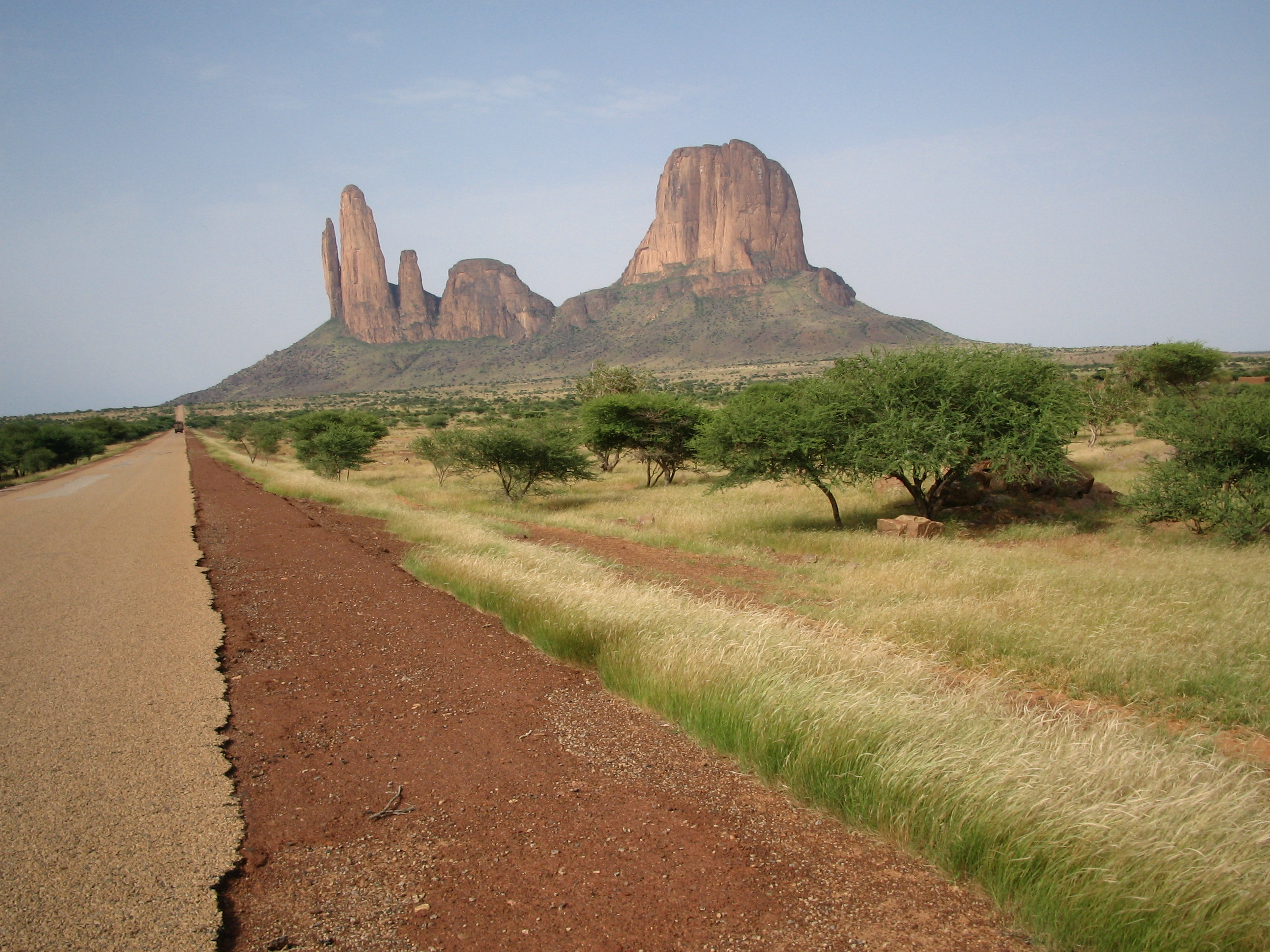
Пейзаж возле города Хомбори

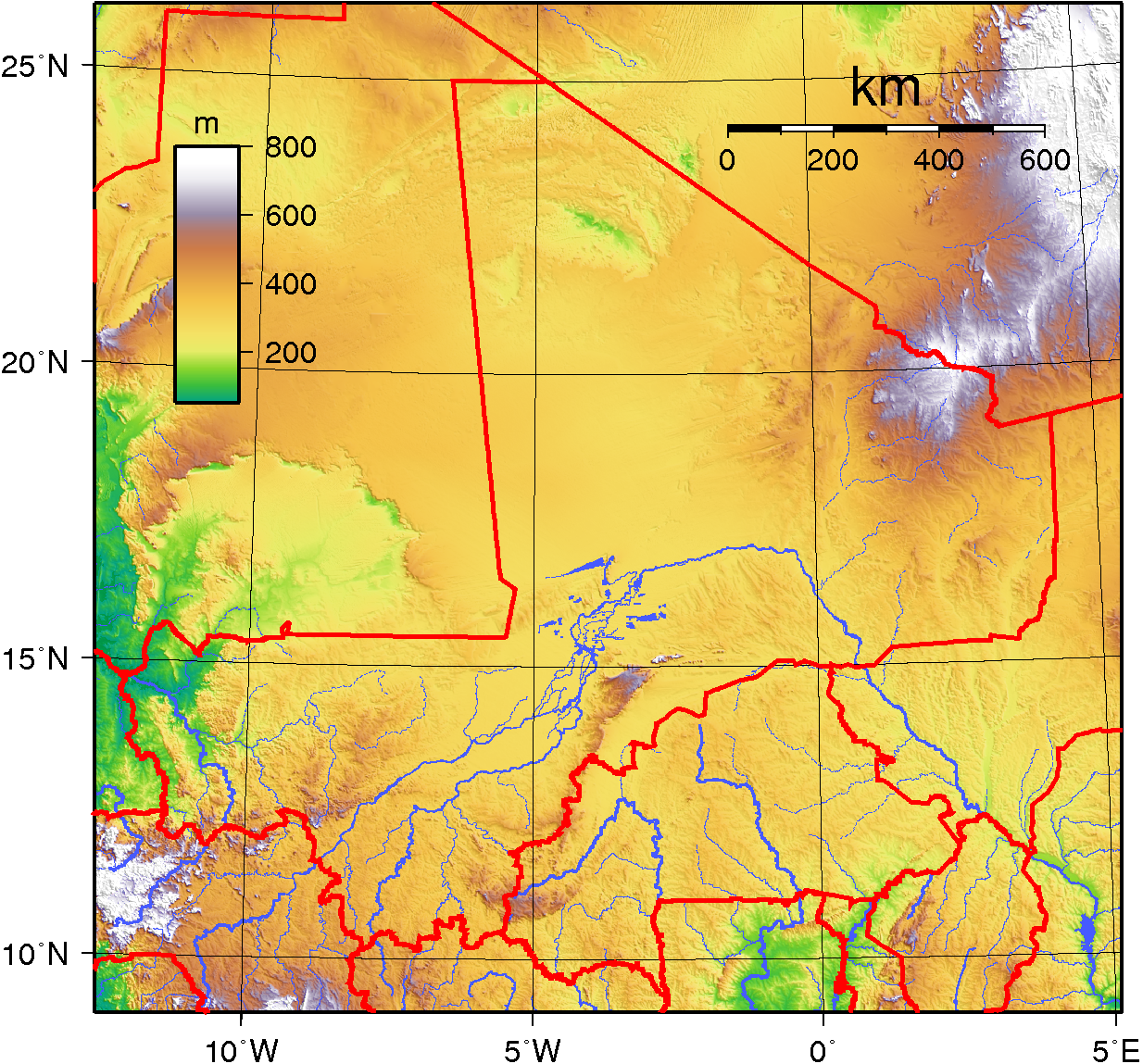
Топографическая карта Мали

Государство Мали находится в Западной Африке
Площадь: общая — 1 240 192 км² (площадь водной поверхности — 20 000 км²). Протяженность границ с Алжиром — 1376 км, Буркина-Фасо — 1000 км, Гвинеей — 858 км, Кот-д’Ивуар — 532 км, Мавританией — 2237 км, Нигером — 821 км, Сенегалом — 419 км.

## Рельеф и реки
Территорию страны можно поделить на 3 основных географических региона: довольно плодородный Западный Судан (на юге), засушливый Сахель (в центральных районах) и пустынный регион Сахары (на севере).
Северо-восток страны занимают невысокие горы и холмы (до 1000 м), южная часть Мали представлена саванной. Пустыни и полупустыни занимают до 65 % территории страны. Самая высокая точка Мали — гора Гомбори Тондо (1155 м); самая низкая точка — уровень реки Сенегал (20 м).
Крупнейшие реки страны — Нигер и Сенегал. Нигер протекает по территории страны от границы с Гвинеей до границы с Нигером, на протяжении 1693 км, здесь он образует крупную внутреннюю дельту, создавая плодородный регион. Нигер имеет крайне важное экономическое и транспортное значения для Мали.

## Климат
Климат страны в целом характеризуется как тропический и довольно засушливый, меняется с севера на юг. В Бамако (юго-запад страны, на высоте 340 м) характерен жаркий климат, среднегодовой уровень осадков — 1120 мм, температуры обычно варьируются от 16 до 30 °С, достигая 46—47 °С. Сезон дождей в Бамако продолжается с мая по сентябрь, сухой сезон — с декабря по февраль. Среднегодовой уровень осадков в Гао (регион Сахель) составляет 220 мм, в Томбукту — всего 183 мм.

## Геология и полезные ископаемые
Геологически, территория Мали образована двумя основными формами: Западно-Африканская платформа (на западе) и Туарегский щит (на юго-востоке). Обширные равнины образованы главным образом гранитом и глинистыми сланцами, покрыты песчаником и аллювиальным кварцем.
Имеются запасы бокситов, меди, алмазов, золота, гипса, железной руды, известняка, фосфатов, серебра, урана, цинка и др. ископаемых. Тем не менее, далеко не все месторождения разрабатываются, часть из них не являются экономически значимыми. Довольно велик также потенциал гидроэнергии.

## Экология
Для Мали актуальны такие экологические проблемы, как опустынивание, обезлесение, эрозия почв, засухи.